# Procervulus
Il procervulo (gen. Procervulus) è un mammifero artiodattilo estinto, appartenente ai cervidi. Visse tra il Miocene inferiore e il Miocene medio (circa 18 - 10 milioni di anni fa) e i suoi resti fossili sono stati ritrovati in Europa occidentale. È considerato uno dei cervidi più primitivi.

## Descrizione
Questo animale era della statura di un camoscio, e la corporatura era piuttosto snella. Il cranio era dotato di un paio di esili appendici frontali, impiantate sopra le orbite e dirette verso l'alto. Alla sommità queste corna terminavano in una breve diramazione; solo la parte sommitale veniva perduta periodicamente e sostituita da una formazione analoga. Nel corno completo non era ancora visibile alcuna distinzione tra elemento caduco e stelo perenne, come invece avviene nei palchi dei cervidi attuali.
Un'altra caratteristica di Procervulus era data dai lunghi canini superiori, a forma di falce; a causa di questa caratteristica (e anche delle piccole corna) Procervulus assomigliava all'attuale cervo muntjak.

## Classificazione
I fossili di Procervulus vennero descritti per la prima volta da Gervais nel 1849, sotto il nome di Antilope dichotoma; lo studioso ritenne infatti che i resti delle appendici biforcate appartenessero a un'antilope. Solo in un secondo momento altri resti di animali simili vennero descritti da Gaudry (1877) e attribuiti a un nuovo genere di cervidi, Procervulus appunto. A questo genere sono attribuite varie specie: la più antica è Procervulus praelucidus del Miocene inferiore, che in seguito diede origine a P. dichotomus, una specie ben nota grazie a numerosi ritrovamenti in varie parti d'Europa. Un'altra specie è P. ginsburgi, che sembra aver sviluppato una diversa linea evolutiva nel corso del Miocene inferiore. 

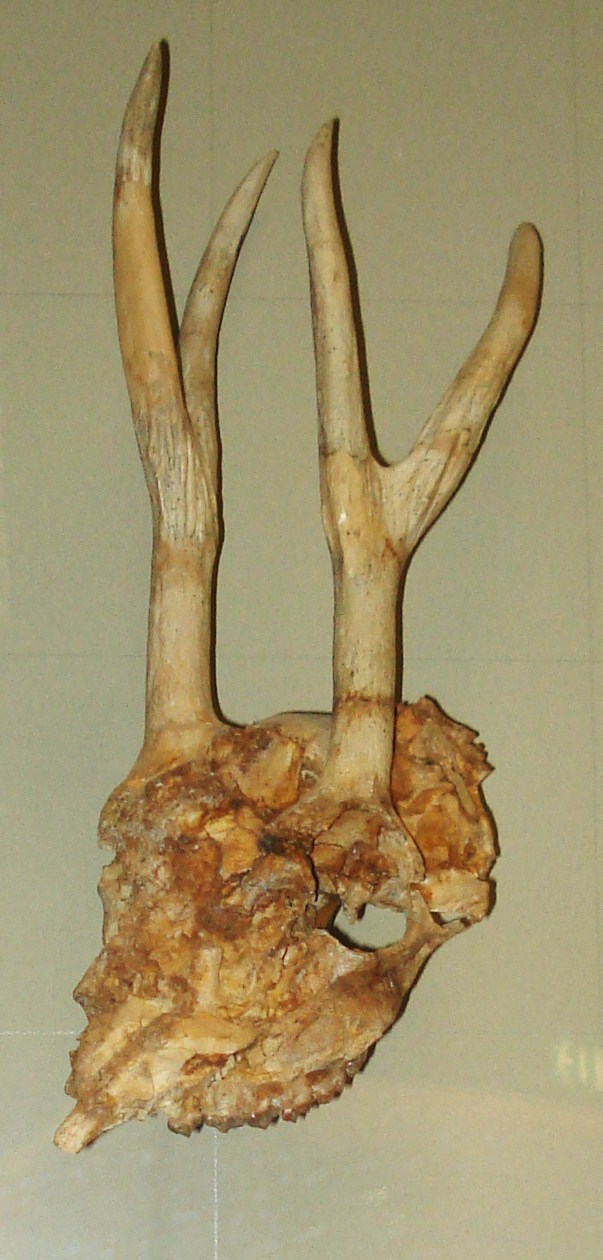
Cranio e corna di Procervulus sp.

All'interno del genere Procervulus sembra esserci stata un'evoluzione verso una sostituzione delle appendici frontali più regolare; ciò suggerirebbe una correlazione con il cambio climatico che si verificò durante il Miocene, da condizioni più calde e subtropicali a un clima più temperato con una stagionalità più marcata (Azanza, 1993).
Procervulus appartiene chiaramente ai cervidi, anche se la struttura delle corna è così primitiva da escluderlo dal ceppo comprendente le forme odierne. Si suppone che Procervulus fosse affine a Lagomeryx, un altro cervide di statura ridotta e dalle corna ancora prive di veri e propri palchi. I primi cervidi dotati di strutture moderne apparvero pochi milioni di anni più tardi, e appartengono ai generi Dicrocerus, Heteroprox ed Euprox.

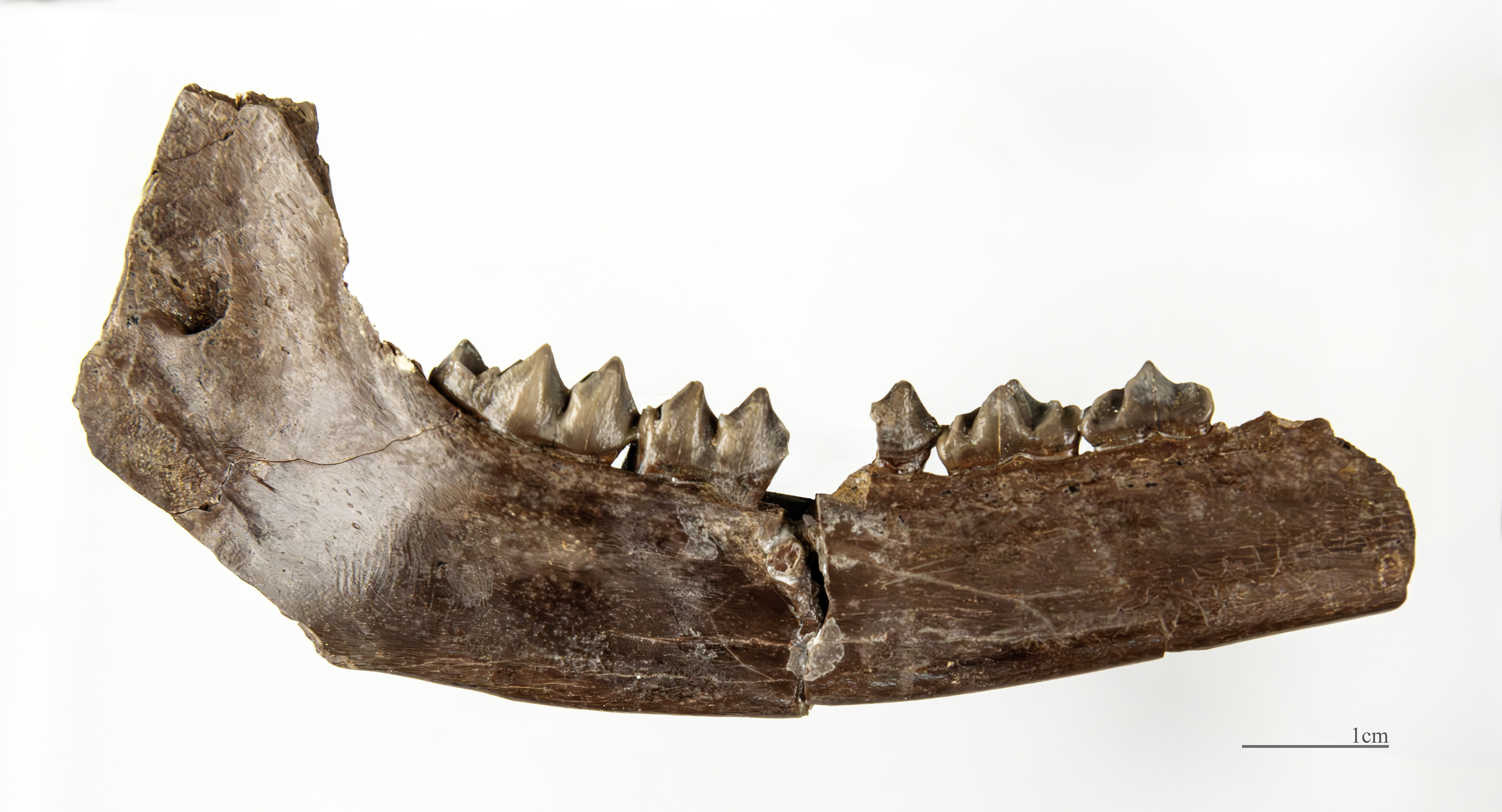
Procervulus dichotomus  Emimandibola sinistra Museo di storia naturale di Tolosa
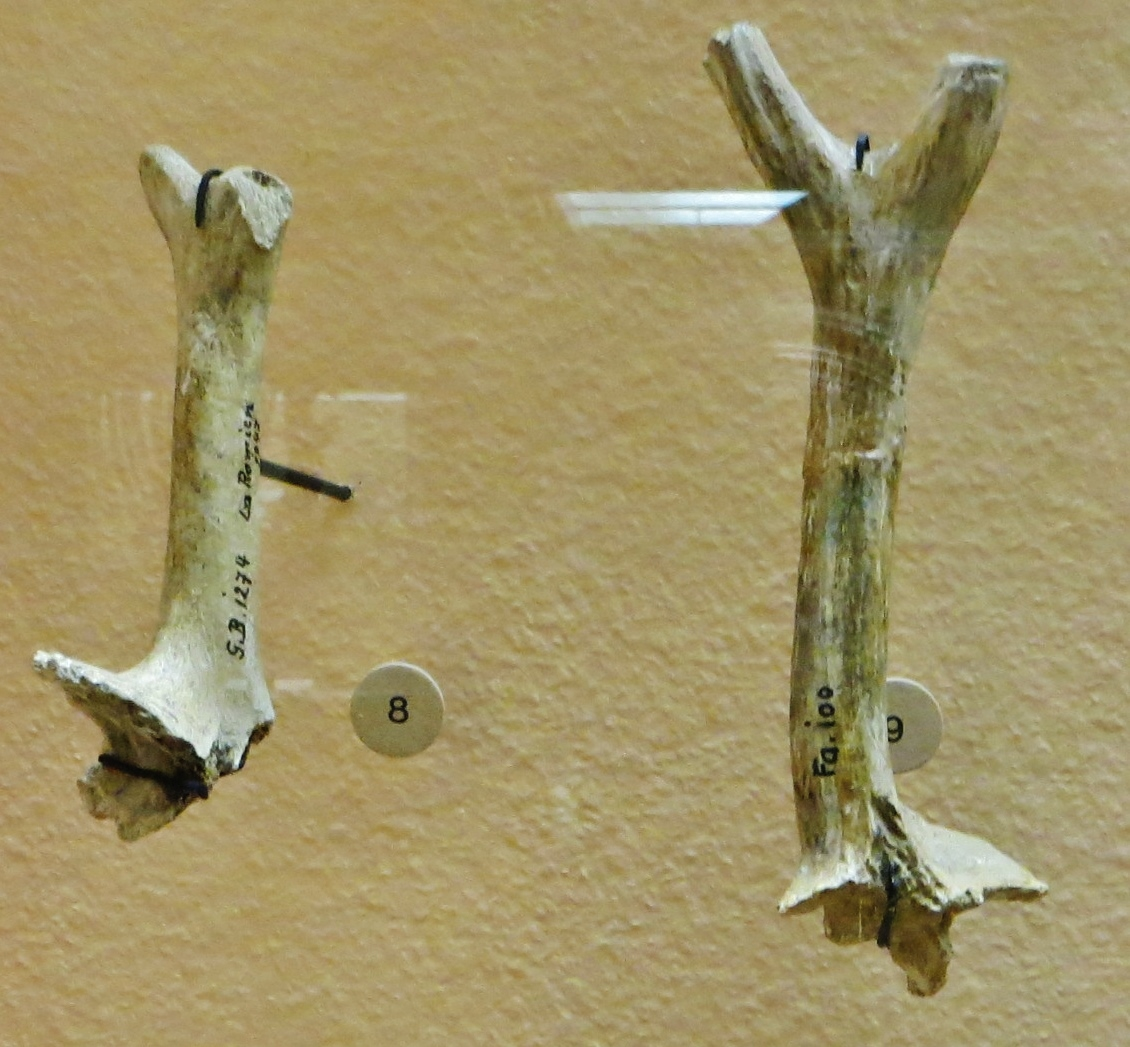
Corna di Procervulus dichotomus
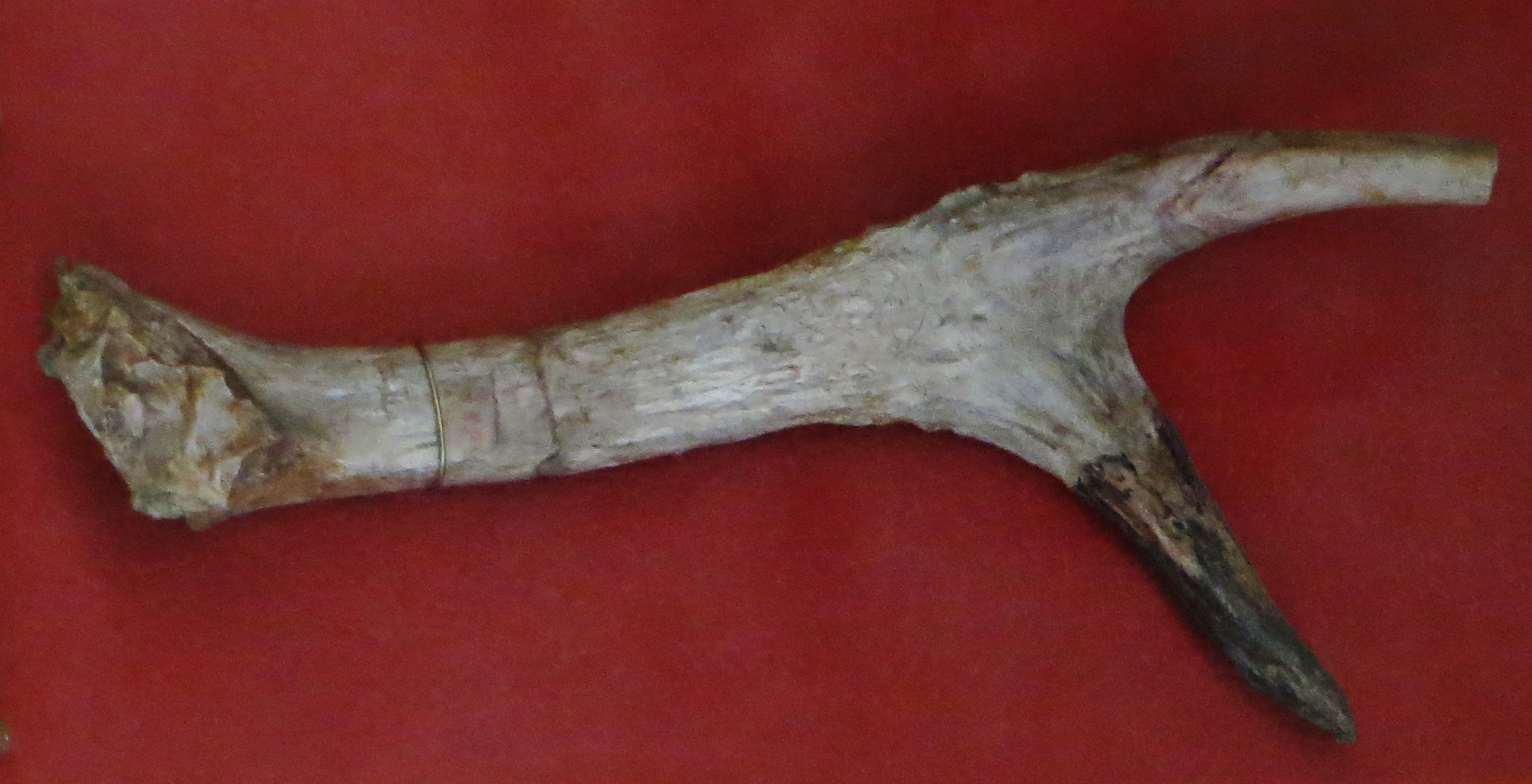
Palco di Procervulus aurelianensis (= P. praelucidus)

## Paleobiologia
Nel corso del Miocene in Europa avvenne un cambiamento climatico notevole: il passaggio da condizioni subtropicali a temperate ebbe un grande impatto sulla fauna. Lo stesso Procervulus provò ad adattarsi alle variate condizioni climatiche: l'analisi dell'altezza delle corone dei molari e dell'usura dentale indica che P. ginsburgi adottò una strategia simile a quella degli ungulati dal nutrimento misto (foglie ed erbe), al contrario di quanto classicamente ritenuto (ovvero che i primi cervidi fossero solo mangiatori di foglie). In ogni caso, questa strategia fu meno efficace di quella adottata da altri artiodattili più specializzati (i bovidi), e Procervulus si estinse nel corso del Miocene medio.